# يوحنا الرابع (بابا الإسكندرية)
يوحنا الرابع بابا الإسكندرية وبطريرك الكرازة المرقسية, بطريرك الكنيسة القبطية الأرثوذكسية رقم 48 في الفترة ما بين من 776 إلى 799.
محل أقامتة مدة الرئاسة الكنيسة المرقسية بالأسكندرية

## القرعة الهيكلية
انقضت خمسة عشر شهرًا بعد نياحة البابا مينا الأول قبل أن يجتمع الأساقفة معًا في الإسكندرية لاختيار من يخلف البابا الراحل. ولما اجتمعوا رؤوا أن يصوموا ويصلوا استلهامًا للروح القدس، وبينما هم يصلون قام شماس شيخ واقترح اسم راهب مشهود له بالتقوى ورخامة الصوت اسمه يوأنس، وكان يعيش في دير الأنبا مقاريوس الكبير. ومع ما امتاز به هذا الراهب من فضائل فقد رأى بعض الأساقفة أن يلجؤوا إلى القرعة الهيكلية في الانتخاب، وعلى ذلك اختاروا راهبين آخرين وكتبوا الأسماء الثلاثة، كلاً على ورقة، ووضعوا معها ورقة بيضاء، ثم اشتركوا معًا في إقامة ثلاثة قداسات. وكانوا كلما انتهوا من إقامة صلوات القداس يطلبون إلى ولدٍ صغيرٍ أن يسحب ورقة من الأربع ورقات الموضوعة على المذبح، وفي المرات الثلاثة كانت الورقة تحمل اسم الراهب يوأنس. فلم يسع الأساقفة والأراخنة إلا أن يختاروا الراهب يوأنس، وتمت رسامته سنة 776م، وذلك في عهد خلافة محمد المهدي. هو أول بابا جاء للكنيسه بالقرعة الهيكليه

## أعماله الرعوية
بعث برسالة الشركة إلى جرجس بطريرك إنطاكية يجدد له فيها اتحاده معه في الإيمان الأرثوذكسي. وكان الأب جرجس البطريرك قد أُلقي في السجن وجلس عوضًا عنه ابن خادمة الخليفة الذي لم يخاطب الكرسي الإسكندري قط حتى مات هذا البطريرك الدخيل. عاد الأب جرجس بعد عشرة سنوات إلى كرسيه وإذ وجد الرسالة التي كان قد بعث بها البابا يوحنا فرح بها جدًا وردّ عليها بمثلها؛ جمع الأساقفة والشعب وتلاها عليهم. وإذ كان السلام مستتبًا في أنحاء البلاد نتيجة وجود والٍ منصف يحكمها، وجه البابا عنايته لبناء كنيسة فخمة وبجوارها أنشأ دارًا لسكناه في الإسكندرية، كما أنصرف إلى تجديد الكنائس وتزيينها بالأيقونات والنقوش والزخارف. ثم قام البابا برحلة رعوية عمل خلالها على تثبيت قلوب المؤمنين على العقيدة الأرثوذكسية. متاعب يوليانوس البطريرك الملكي عانى البابا من البطريرك الملكي بالإسكندرية يوليانوس، والذي كان طبيبًا ماهرًا مشهورًا يحترمه الملوك المسلمين لأجل مهنتته. دُعي إلى دار الخلافة في بغداد وعالج بعض أقرباء الأسرة المالكة، وفي مقابل ذلك حصل على أمر بتسليمه جميع كنائس الإسكندرية، فثار الشعب الأرثوذكسي عن بكرة أبيه ومنعه، ولم يستطع نوالها. اِدّعى البطريرك الملكي أن البابا قد أقام كنيسة الملاك ميخائيل والتي دعاها كنيسة التوبة على أرض حكومية، ولكن البابا أكد ملكية الأرض وانها ليست ملك الحكومة، ومع ذلك اضطر البابا إلى دفع غرامة ضخمة. قد حدثت في عهده مجاعة نتيجة نقص الحصاد، فكان البابا، بالإضافة إلى الصوم والصلاة في حرارة واستعطاف، يفتح مخازن الكنيسة للمحتاجين من الشعب وتوزيع ما فيها على الجميع من مسلمين ومسيحيين، كما أخذ يحث الأغنياء من شعبه على المسارعة إلى مد يد العون لاخوتهم، وبهذا استطاع البابا أن يخفف من حدة المجاعة.

## هدم الكنائس
البابا الذي سيخلفه سيجدد كل الكنائس المتهدمة. فرح الأنبا يوأنس وامتلأ قلبه سلامًا واطمأن إلى حال الكنيسة. مع هدوئه النفسي الكامل أحس بوعكة أدرك معها أن ساعته قد حانت، فاستقر رأيه على السفر إلى الإسكندرية، وهناك أوصى الأساقفة برسامة مرقس سكرتيره وابنه الروحي خلفًا له حسب ما أشار عليه ملاك الرب، ثم تنيّح بسلام في سنة 799م.

## مرقس تلميذه
اشتهر مرقس الذي كان قيّمًا في كنيسة أبي مينا بالإسكندرية بتقواه وعلمه وإجادة القراءة والتسبيح، فكان كثيرون يأتون إلى الكنيسة باكرًا حتى لا يفوتهم تسبيح مرقس وقراءته. كان بروح الرب يرفع قلوبهم كما إلى السماء. تنيّح أنبا جرجس أسقف إيبارشية مصر (القاهرة) فكتبت رعيته إلى البابا الأنبا يوأنس يلتمسون منه إقامة شماسه مرقس عِوضًا عنه. استدعاه البابا وسامه قسًا بغير إرادته لكي يقيمه أسقفا على إيبارشية مصر، لكن القس مرقس رفض تمامًا وهرب. اضطر البابا إلى سيامة آخر وهو القس ميخائيل. تضايق البابا مما فعله القس مرقس فكتب إلى شيخ قديس بالبرلس يخبره بأن هذا القس قد عصاه، وأنه لن يُقبل بعد لسيامته أسقفًا. فأرسل الشيخ جرجس إلى البابا يقول له إن عدم قبوله الأسقفية هو من الله الذي سيجعله بطريركًا بعده. فتعجب البابا جدًا واستدعى القس مرقس وأعاده تلميذًا له وكان يحبه ويجلّه. من رسالة البابا يوأنس الرابع إلى قرياقوس بطريرك أنطاكية الـ 46 [نؤمن بالآب والابن والروح القدس الثالوث المساوي في الجوهر، الذي تسبحه القوات العلوية بلا فتور، ويبشر به ذوو العيون النيّرة... يجب علينا نحن أيضًا أن نفتح عيون قلوبنا بالتقديس ثلاث مرّات مثل دانيال، إذ فتح كُوى بيته الشرقية للثلاث صلوات (اليومية)، لكي ننال نور مجد لاهوت الحق، قائلين كبولس الثلاث فضائل المقدسة، وهي الإيمان بالآب والرجاء بالابن والمحبة بالروح القدس التي هي كمال الناموس، لأن ثمرة المحبة للروح القدس هي الإيمان. فنحن نؤمن بالآب والابن ونؤمن أيضًا بالروح القدس ونحبه مع الآب والابن فنكمل الاعتراف بالمحبة الحقيقية. والثلاثة هم لاهوت واحد، ولو كانت الأقانيم متميزة الأسماء والمعاني كما علّم القديس ساويرس... من المعلوم أن الأفعال تدلّ على الأسماء، وأفعال الثلاثة أقانيم الواضحة في الكتاب لا يشك من له أقل معرفة في انها تدل على وحدة طبيعة الآب والابن والروح القدس. لكن هذه الطبيعة الواحدة (للثالوث القدوس) والأسماء المختلفة المعاني غير وحدتها واختلاف أقانيمها عن بعض في عقولنا، لأنه من المستحيل أن نتصور تمييزها عن خارج طبيعتها الواحدة، ولا يجوز أن نقول أنها عبارة عن قوى الطبيعة الإلهية مثل قوى النفس البشرية، لأن كل أقنوم له الطبيعة بلا نقص وهي متحدة ببعضها اتحادًا جوهريًا، وعلى ذلك يكون الآب موجودًا في الابن والروح، كما أن الابن والروح موجودان في الآب ومع بعضهما. وقد علمنا هذا التعليم اللسان الناطق بالإلهيات، أعني غريغوريوس في كتاب المعمودية حيث قال: لأن اللاهوت واحد في الثلاثة، والثلاثة واحد في اللاهوت، وأما الزيادة والنقصان فلندرْ عنهما، ولا نجعل الوحدانية والتمايز (الافتراق) غريبين، لنبق عنهما. فانه بهذا الخلط سقط سابيليوس الذي جمع اللاهوت في أقنوم واحد، وبهذا الافتراق تهوّر أريوس الذي بعدَ الأقانيم عن بعض، فإن هذين الأمرين مفسدان للنفوس ومتساويان في الكفر، ونحن نرذلهما ونحرمهما. نحن نرذل معكم أيها المغبوطون ونعزل قطعيًا الذين يقولون أن الأقانيم لا تتميز عن بعض مثل تمييز الأبوة عن النبوة وبالعكس الانبثاق. إننا نؤمن بابن الله الوحيد المولود من الآب قبل كل الدهور الأزلي مع الآب، والروح القدس... الذي لما أراد أن يرحم خليقته من اللعنة والهلاك بسبب سقوط آدم بذلته والقضاء الذي قضى به عليه، طأطأ السماء ونزل، بحيث لم يفارق كرسي مملكته الإلهية، وصار في بطن العذراء البتول مريم القديسة الطاهرة وتجسد من الروح القدس ومنها من دمها البتول، جاعلاً ناسوته معه واحدًا في الأقنومية، ذلك الناسوت الذي هو ذات نفس عاقلة عالمة... صار طبيعة واحدة مركّبة وأقنومًا واحدًا وبروسبًا واحدًا ومسيحًا واحدًا ابنًا واحدًا وربًا واحدًا... وكما أن الكنيسة تنفر من القول بالافتراق تنفر أيضًا من القول بالامتزاج والاختلاط والتغيير كما أسلفنا، كما تنفر من القول بالخيال، وممن يقول بأن جسد الرب من السماء أو من هيولي آخر غير دم العذراء، أو أنه لم يكن قابلاً الآلام والموت نظير كل واحد من البشر ماعدا الخطيئة...]
| سبقه البابا مينا الأول | بطريرك الإسكندرية (1235 776 - 799) | تبعه (بابا الإسكندرية) |